# Bacino di Wharton

Il bacino di Wharton

Il bacino di Wharton, chiamato anche bacino delle Cocos dal nome delle isole Cocos o bacino dell'Australia occidentale, è un bacino oceanico situato nella porzione nordorientale dell'Oceano Indiano.
È stato così denominato in onore dell'ammiraglio e idrografo inglese William Wharton (1843-1905).
È posizionato a est della dorsale Novanta Est e a ovest dell'Australia Occidentale. Al suo margine sud confina con la dorsale di Broken.
È di interesse per l'espansione del fondale oceanico dell'Oceano Indiano e delle adiacenti zone di frattura e per la relazione tra la placca indiana e la placca australiana. è una delle caratteristiche dell'oceano Indiano che è stata oggetto di studi intensivi, anche se il suo fondale non è più stato mappato dal 1960 e non è ancora ben conosciuto.